# Mindrum
Mindrum est un village du Northumberland, en Angleterre.